# Джонс, Эрл (баскетболист)
Эрл Амаса Джонс (англ. Earl Amasa Jones; род. 13 января 1961, Ок-Хилл, Западная Виргиния) — американский баскетболист, выступавший на позиции центрового. В 1984—1986 годах играл в Национальной баскетбольной ассоциации за команды «Лос-Анджелес Лейкерс» и «Милуоки Бакс». Серебряный призёр чемпионата мира 1982 года в составе сборной США.

## Старшая школа и колледж
Джонс родился в Ок-Хилле, Западная Виргиния. В течение трёх лет посещал старшу школу Маунт-Хоуп, которую привёл к 63 победам в 72 играх и чемпионству штата в 1978 году, набирая в среднем 28 очков. В школьном возрасте страдал от травм, однажды пропустив 63 дня учебных занятий. В более старшем возрасте Уильям Робинсон (который стал его законным опекуном) убедил Джонса перейти в старшую школу Спингарна, где ему пришлось пройти доказать свою способность к обучению. Он набирал в среднем 20 очков и 15 подборов за игру, приведя команду к городскому чемпионскому титулу. Его считали элитным перспективным баскетболистом и одним из лучших игроков в стране, но его низкие оценки (средний балл составлял 2,1) являлись препятствием для поступления в колледжи первого дивизиона NCAA.
Джонс поступил в колледж второго дивизиона, Университет округа Колумбия, где Робинсон был назначен помощником тренера. Будучи второкурсником в 1982 году, он привел команду Ю Ди Си Файрбёрдс к победе в чемпионате; в следующем году вновь дошёл до финала, но уступил «Райт Стейт Райдерс». Трижды включался во всеамериканскую сборную дивизиона и дважды в символическую сборную турнира, дважды назывался баскетболистом года. За университетскую команду провёл 109 игр, в среднем набирал 23,4 очка, 10,7 подборов и 2,2 передачи.
После победы во втором дивизионе был включён в состав сборной США на чемпионат мира в Колумбии. На турнире сыграл во всех 9 матчах, набирал в среднем 5 очков, бросал с результативностью 78,6. С командой дошёл до финала, где уступил сборной СССР.

## Профессиональная карьера
Джонс шёл на риск, выставляясь на драфт НБА 1984 года, из-за его небольшого школьного опыта, слаборазвитого тела и репутации неудачника. Он был выбран командой «Лос-Анджелес Лейкерс» под 23-м номером в первом раунде. Дебютировал 6 ноября в матче против «Денвер Наггетс», отыграв четыре минуты и не реализовав бросок с игры. В дебютном сезоне Джонс постоянно боролся с травмами, в том числе с переломом правой стопы. Всего сыграл в двух матчах, проведя на паркете семь минут. 9 октября 1985 года его обменяли в «Сан-Антонио Спёрс» в обмен на «будущую компенсацию». 22 октября был отчислен.
1985 год центровой провёл в КБА в составе «Канзас-Сити Сиззлерс». 13 января 1986 года подписал 10-дневный контракт с «Милуоки Бакс». Дебютировал три дня спустя, появившись на три минуты в игре с «Вашингтон Буллетс», совершив подбор и отдав передачу. Первые очки набрал 19 января в матче против «Голден Стэйт Уорриорз», за пять минут на паркете набрав 2 очка, 4 подбора и один ассист. 23 января подписал второй 10-дневный контракт. Всего за «Бакс» провёл 12 игр в январе и феврале, набирая в среднем 1,1 очко и 0,7 подборов, после чего покинул команду и страну.
В том же году подписал контракт с «Триест» из Серии А, в среднем набирал 19,3 очка и 8,5 подборов. Следующий год провёл в ЛНБ в составе «Олимпик Антиб», а спустя год присоединился к «Ховентуту» из АБК Лиги, в составе которого в среднем набирал 11,6 очков и 7,2 подбора. В 1995 году вернулся в КБА, подписав контракт с «Рокфорд Лайтнинг». Спустя год завершил карьеру.

## Статистика

### Статистика в НБА
| Сезон                                                                                    | Команда | Регулярный сезон | Регулярный сезон | Регулярный сезон | Регулярный сезон | Регулярный сезон | Регулярный сезон | Регулярный сезон | Регулярный сезон | Регулярный сезон | Регулярный сезон | Регулярный сезон | Серия плей-офф | Серия плей-офф | Серия плей-офф | Серия плей-офф | Серия плей-офф | Серия плей-офф | Серия плей-офф | Серия плей-офф | Серия плей-офф | Серия плей-офф | Серия плей-офф |
| Сезон                                                                                    | Команда | GP               | GS               | MPG              | FG%              | 3P%              | FT%              | RPG              | APG              | SPG              | BPG              | PPG              | GP             | GS             | MPG            | FG%            | 3P%            | FT%            | RPG            | APG            | SPG            | BPG            | PPG            |
| ---------------------------------------------------------------------------------------- | ------- | ---------------- | ---------------- | ---------------- | ---------------- | ---------------- | ---------------- | ---------------- | ---------------- | ---------------- | ---------------- | ---------------- | -------------- | -------------- | -------------- | -------------- | -------------- | -------------- | -------------- | -------------- | -------------- | -------------- | -------------- |
| 1984/85                                                                                  | Лейкерс | 2                | 0                | 3,5              | 0,0              | -                | -                | 0,0              | 0,0              | 0,0              | 0,0              | 0,0              | Не участвовал  | Не участвовал  | Не участвовал  | Не участвовал  | Не участвовал  | Не участвовал  | Не участвовал  | Не участвовал  | Не участвовал  | Не участвовал  | Не участвовал  |
| 1985/86                                                                                  | Милуоки | 12               | 0                | 3,6              | 41,7             | -                | 75,0             | 0,8              | 0,3              | 0,0              | 0,1              | 1,1              | Не участвовал  | Не участвовал  | Не участвовал  | Не участвовал  | Не участвовал  | Не участвовал  | Не участвовал  | Не участвовал  | Не участвовал  | Не участвовал  | Не участвовал  |
|                                                                                          | Всего   | 14               | 0                | 3,6              | 38,5             | -                | 75,0             | 0,7              | 0,2              | 0,0              | 0,1              | 0,9              | Не участвовал  | Не участвовал  | Не участвовал  | Не участвовал  | Не участвовал  | Не участвовал  | Не участвовал  | Не участвовал  | Не участвовал  | Не участвовал  | Не участвовал  |
| Наведите курсор мыши на аббревиатуры в заголовке таблицы, чтобы прочесть их расшифровку. |         |                  |                  |                  |                  |                  |                  |                  |                  |                  |                  |                  |                |                |                |                |                |                |                |                |                |                |                |

### Статистика в колледже
| Сезон                                                                                   | Команда | GP  | GS | MPG | FG%  | 3P% | FT%  | RPG  | APG | SPG | BPG | PPG  |  |
| --------------------------------------------------------------------------------------- | ------- | --- | -- | --- | ---- | --- | ---- | ---- | --- | --- | --- | ---- |  |
| 1980/81                                                                                 | Ю Ди Си | 25  | -  | -   | 50,3 | -   | 71,5 | 13,3 | 2,6 | -   | -   | 19,7 |  |
| 1981/82                                                                                 | Ю Ди Си | 30  | -  | -   | 51,7 | -   | 77,9 | 10,5 | 2,4 | -   | -   | 23,6 |  |
| 1982/83                                                                                 | Ю Ди Си | 32  | -  | -   | 55,9 | -   | 74,1 | 9,6  | 2,0 | -   | -   | 22,7 |  |
| 1983/84                                                                                 | Ю Ди Си | 22  | -  | -   | 59,2 | -   | 84,4 | 9,7  | 1,9 | -   | -   | 28,6 |  |
|                                                                                         | Всего   | 109 | -  | -   | 54,1 | -   | 77,6 | 10,7 | 2,2 | -   | -   | 23,4 |  |
| Наведите курсор мыши на аббревиатуры в заголовке таблицы, чтобы прочесть их расшифровку |         |     |    |     |      |     |      |      |     |     |     |      |  |